# Hyperopisus bebe
Hyperopisus bebe är en fiskart som först beskrevs av Lacepède, 1803.  Hyperopisus bebe ingår i släktet Hyperopisus och familjen Mormyridae. IUCN kategoriserar arten globalt som livskraftig.

## Underarter
Arten delas in i följande underarter:
- H. b. bebe
- H. b. occidentalis